# Love Songs (Tina Turner)
Love Songs è un album di raccolta della cantante statunitense Tina Turner, pubblicato nel 2014.

## Tracce
1. The Best (Edit) – 4:10
2. I Don't Wanna Lose You – 4:13
3. Let's Stay Together (Single Version) – 3:39
4. What's Love Got to Do with It – 3:46
5. Missing You (Single Edit) – 4:02
6. Private Dancer (Single Edit) – 4:00
7. Two People – 4:09
8. Look Me in the Heart – 3:41
9. Way of the World – 4:25
10. Why Must We Wait Until Tonight (7" Edit) – 4:29
11. Falling – 4:21
12. I Want You Near Me – 3:53
13. Be Tender with Me Baby – 4:17
14. Don't Leave Me This Way – 4:19
15. I Don't Wanna Fight (Single Edit) – 4:25
16. Whatever You Need (Edit) – 4:48
17. When the Heartache Is Over – 3:44
18. River Deep - Mountain High (Ike & Tina Turner) – 3:39